# پل خشکی
پل سرزمینی یا پل خشکی، به اتصال موقت دو قاره یا دو پهنه از خشکی گفته می‌شود که در گذشته رخ داده و وسیله رفت‌وآمد جانوران دوران‌های گذشته را فراهم می‌کرده است.
پل‌های سرزمینی گاه بر اثر پایین رفتن سطح آب دریاها سر از آب درمی‌آورند و گاه بالا رفتن سطح یک قطعه از زمین به خاطر فعالیت‌های تکتونیکی باعث ایجاد پلی از خشکی می‌شود.
در واپسین دوره یخبندان، در حدود ۲۰ هزار سال پیش، سطح آب دریاها به پایین‌ترین سطح رسید و این باعث شد تا در بسیاری نقاط پل‌هایی از خشکی به‌وجود بیایند. معروف‌ترین پل سرزمینی این دوره، پل سرزمینی برینگ است که بین آلاسکا و سیبری به‌وجود آمد و باعث شد تا نخستین انسان‌ها بتوانند با گذر از آن پا به قاره آمریکا گذاشته و تمدن‌های سرخ‌پوستان را به‌وجود بیاورند. در همان زمان بریتانیای کبیر هم با ایرلند و قاره اصلی اروپا متصل شده‌بود.
امروزه نیز می‌توان برخی از قطعات خشکی را به عنوان پل سرزمینی در نظر گرفت که از آن جمله است: شبه‌جزیره سینا که آفریقا و آسیا را پیوند می‌دهد و باریکه خاکی پاناما که آمریکای شمالی و جنوبی را وصل می‌کند.
نسلی که نوع بشر از آن تکامل یافته احتمالاً موفق شدند از آفریقا از طریق پل خشکی سینا به دیگر نقاط کره زمین برسند.
باریکه خاکی پاناما نمونه‌ای است از پل‌های سرزمینی که بر اثر بالا رفتن زمین پدید آمده‌اند. صفحه تکتونیکی زیر اقیانوس معروف به صفحه کوکوس که در غرب آمریکای مرکزی و جنوبی قرار گرفته با فشار به زیر صفحه آمریکای شمالی رانده شده و قوسی از جزایر متعدد را پدید آورد که بعدها تبدیل به یک پل سرزمینی شدند.

پل سرزمینی برینگ
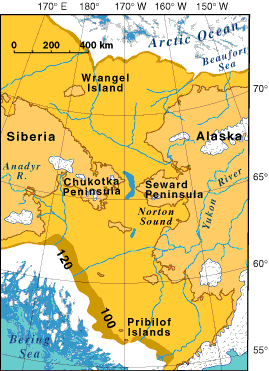
۲۰ هزار سال پیش - پلی از خشکی به‌جای تنگه برینگ قرار داشت
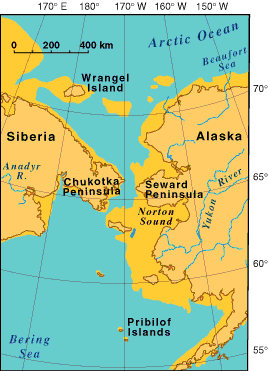
۱۰ هزار سال پیش - آب شدن پهنه‌های یخی
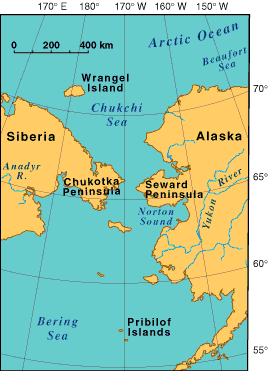
شکل امروزی